# Вильоньон
Вильоньо́н (фр. Villognon) — коммуна во Франции, находится в регионе Пуату — Шаранта. Департамент — Шаранта. Входит в состав кантона Манль. Округ коммуны — Конфолан.
Код INSEE коммуны — 16414.
Коммуна расположена приблизительно в 380 км к юго-западу от Парижа, в 85 км южнее Пуатье, в 25 км к северу от Ангулема.

## Население
Население коммуны на 2008 год составляло 393 человека.
| 1962 | 1968 | 1975 | 1982 | 1990 | 1999 | 2008 |
| ---- | ---- | ---- | ---- | ---- | ---- | ---- |
| 503  | 510  | 476  | 444  | 400  | 389  | 393  |

## Экономика
В 2007 году среди 226 человек в трудоспособном возрасте (15—64 лет) 150 были экономически активными, 76 — неактивными (показатель активности — 66,4 %, в 1999 году было 56,1 %). Из 150 активных работали 117 человек (76 мужчин и 41 женщина), безработных было 33 (15 мужчин и 18 женщин). Среди 76 неактивных 22 человека были учениками или студентами, 26 — пенсионерами, 28 были неактивными по другим причинам.

## Достопримечательности
- Церковь Сен-Никола (XII век). Исторический памятник с 1903 года[3]
- Замок Фортрес (XVI век)

## Фотогалерея
- Церковь Сен-Никола
- Прачечная
- Мэрия
- Военный мемориал